# Rivenich
Rivenich är en kommun och ort i Landkreis Bernkastel-Wittlich i förbundslandet Rheinland-Pfalz i Tyskland. Motorvägen A1 passerar kommunen.
Kommunen ingår i kommunalförbundet Verbandsgemeinde Wittlich-Land tillsammans med ytterligare 44 kommuner.